# ちりめん山椒

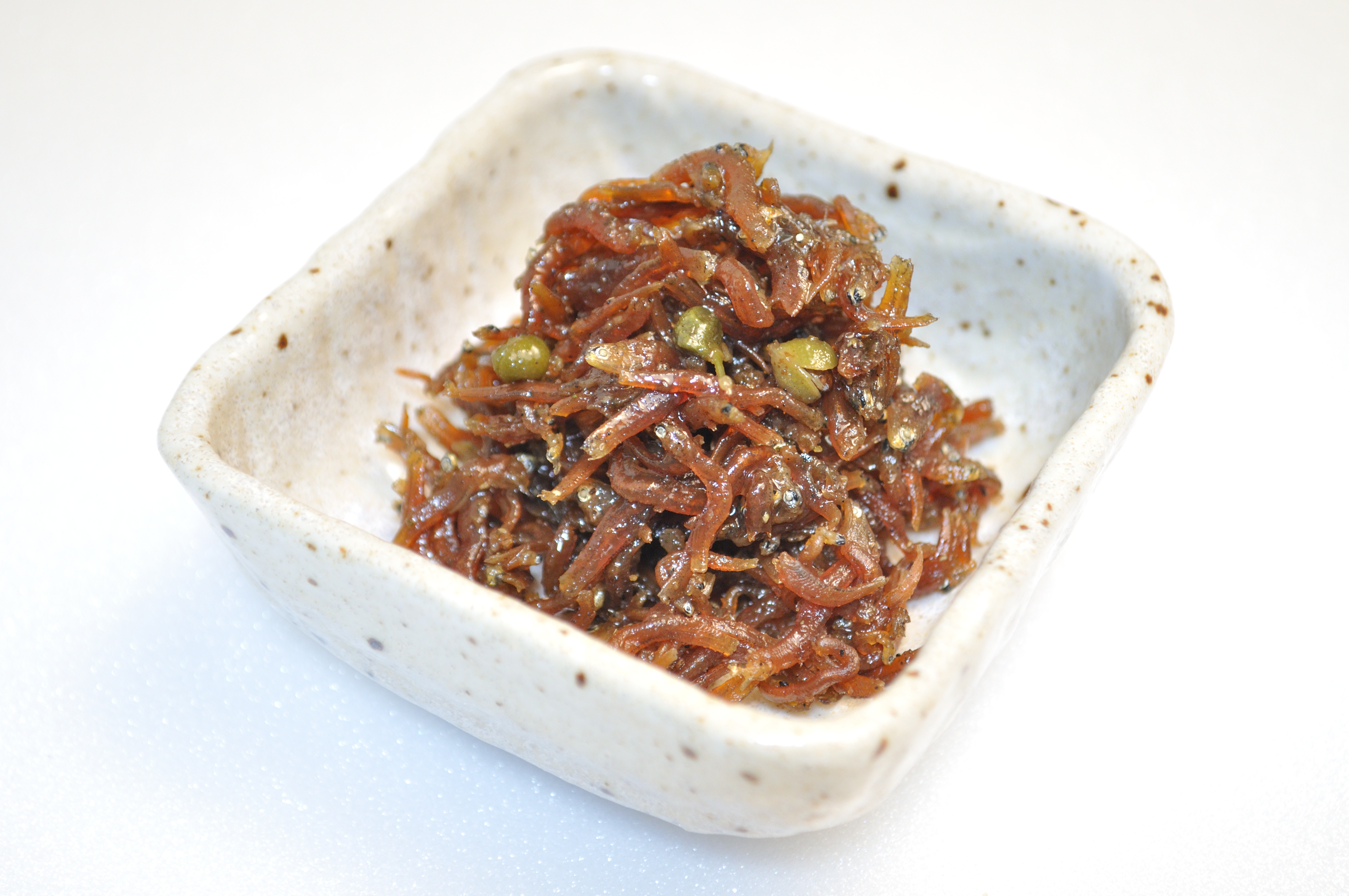
ちりめん山椒の一例

ちりめん山椒（ちりめんさんしょう）とは、ちりめんじゃこと山椒の実を炊き合わせたもの。「山椒ちりめん」「じゃこ山椒」「山椒じゃこ」など店舗によって様々な名称を持つ。京都市の名物として知られる。

## 概要
- 京都の人によっておじゃこと呼ばれているちりめんじゃこと実山椒（主に朝倉山椒）を酒・醤油・味醂などで味付けした物で、従来どおりではない斬新な味付けの商品も作られるようになっている。[2]
- 京都市の名物・土産物として知られるが、普遍的な味付けであり、地域ブランドやGIにも属しないことから、しらす加工業者、佃煮製造業者などによって、全国各地で生産されるようになっている。また、乾燥させてふりかけにしたものもある。

## 由来
ちりめん山椒の原型となった、ちりめんじゃこを甘辛く炊き上げるおばんざい（一般に惣菜のこと）は、京都の人々の保存食文化によって生まれたものであり、盆地に囲まれた京都では、魚を生で食べるという食習慣が根付かず、塩や味噌、醤油などを用いて濃く炊き上げる保存食としての文化が育まれた。一方、山椒は近隣の山から豊富に獲れたため、同じく保存食として重宝され、様々なおばんざいの具材にもなっている。ちりめん山椒はこれらの食文化が合わさって誕生したものである。
- 市販品として一般販売されるようになったのは、源流の一つ「はれま」によると、京都の花街の一つである上七軒の料理人であった晴間保雄が、ちりめんじゃこと実山椒を炊き合わせたのが始まりだとしている。[5]。先代の晴間保雄は販売はせず、知り合いに贈る程度であったが、やがて味の良さが評判となり、先駆けて製造、販売する業者が出てきたのと、先代の体調が悪化したことで、味の継承と生活費確保のため家族が販売するようになった。後になって、府外にちりめんじゃこを山椒で炊き合わせた佃煮の存在が知られると、漬物などとともに京都土産の定番品としても知られるようになる。一方で、京都市民のご飯のお供、食卓の定番としても親しまれるようにもなっているなど、京都府や京都市の郷土料理としても根付いている[6]。

京都では「しののめ」「はれま」「やよい」がちりめん山椒の御三家と言われ、乾物屋、惣菜店といった個人経営店から料亭、地元企業など様々な業種でも製造・販売されるようになっているほか、全国の百貨店で店舗販売していることも多い。